# Église Saint-Martin de Dave
Pour les articles homonymes, voir Église Saint-Martin et Saint-Martin.
L’église Saint-Martin, est un édifice religieux catholique sis au centre du village de Dave, au sud de la ville de Namur (Belgique) à laquelle le village est aujourd'hui administrativement rattaché. Datant du XVIe siècle elle est classée au patrimoine wallon depuis le 21 avril 1941. 
 Elle est presque parfaitement orientée.

## Construction
La construction de l’église est réalisée au XVIe siècle, sur base d’un ancien édifice roman. De ce bâtiment antérieur, sont conservées les parties ouest, nord et est (tour, bas-côté et abside), auxquelles on greffe un nouveau vaisseau central et un bas-côté sud. Le mur méridional de ce-dernier présente vers le sud deux saillies (que l’on nommera pour simplifier des pignons) qui lui sont perpendiculaires, porteuses de petites toitures en bâtière indépendantes de celle de la nef, et un porche d’entrée et s’ouvre directement à l’est sur une chapelle.

## Transformations
Au XVIIe siècle, les transformations extérieures se concentrent sur les murs du bas-côté nord, qui sont en partie reconstruits en briques. À l’intérieur de l’église, on aménage la division tripartite de la nef avec, de chaque côté du vaisseau central, une élévation comportant une succession de deux arcades en plein cintre portées par des colonnes.
Au XVIIIe siècle, le bas-côté sud perd ses pignons ainsi que son porche, qui est remplacé par une nouvelle entrée dans la tour. On aménage un nouveau chœur, plus grand que l’ancien, impliquant l’agrandissement de l’abside. À la suite de la mise en place de retables contre les murs orientaux des bas-côtés en 1713 et 1714, trois ouvertures sont condamnées. La chapelle, qui se retrouve alors isolée du bas-côté, est convertie en sacristie ; on y accède dorénavant par le chœur. En 1740, le dallage de la nef, qui a été partiellement détruit par une inondation, est réparé. La dernière intervention marquante dans l’ordonnance intérieure, qui n’évolue ensuite plus beaucoup jusqu’à nos jours, est l’installation d’un nouveau plafond plat en stuc mouluré .
À partir du XIXe siècle, les transformations se font plus rares. On ajoute un oculus au-dessus de la porte en façade de la tour et on remplace les baies en arc brisé des bas-côtés par des baies en plein cintre. 

Au XXe siècle, on note seulement l’ajout d’une annexe du côté oriental du bas-côté nord en 1918 et le remplacement des vitraux colorés par des verres blancs en 1938. La Seconde Guerre mondiale ne semble pas avoir eu d’impact sur le bâtiment : les archives ne mentionnent pas de transformation ni de restauration après 1945 et l’iconographie ancienne de cette époque ne montre pas de trace de destruction.
L’église d’aujourd’hui conserve donc des éléments d’époques variées : la tour du XIe siècle, la nef et le bas-côté sud du XVIe siècle, le bas-côté nord roman restauré au XVIIe, la chapelle du XVIe, l’abside du XVIIIe et l’annexe du XIXe. Les différents matériaux, grès, calcaire de Meuse et brique rouge, se côtoient pour donner à l’église ce côté assez hétérogène, à tel point qu’il est difficile de distinguer quelle partie correspond exactement à quelle phase de transformation. Par ailleurs, l’église fera très prochainement l’objet de restauration.

## Description de l’état primitif de l’édifice

### Plan
Au XVIIe siècle, l’église Saint-Martin est un petit édifice d’environ quinze mètres de large sur vingt-cinq de long et huit de haut. Elle est dotée d’un plan relativement simple : à l’ouest, une tour précédant une nef à trois vaisseaux et deux travées, suivie à l’est, dans la continuité du vaisseau central, d’un chœur terminé par une abside polygonale et flanqué d’une chapelle méridionale. La circulation dans l’église est organisée par deux entrées : une sur la façade sud, l’entrée principale, et une du côté oriental du collatéral nord. 
Aujourd’hui, le plan n’a pas beaucoup évolué, si ce n’est que le chœur est plus grand qu’auparavant et est aussi flanqué d’une annexe septentrionale. Les accès ont, quant à eux, changé : les deux entrées précédemment citées n’existent plus, elles ont été remplacées par une porte dans la tour.

### Extérieur
La façade sud, qui présente deux pignons, est construite en moellons de pierre calcaire avec des chaines d’angle en pierre de taille disposées en besace. Au XVIIe siècle, la façade sud peut être considérée comme la façade principale, car c’est là que se situe la porte d’entrée, retranchée derrière un petit porche, entre les deux pignons. Mais aujourd’hui, les pignons et le porche n’existant plus, la façade sud a perdu cette attribution et c’est la façade ouest, adjointe à la tour, où se situe la porte d’entrée, qui est considérée comme telle.

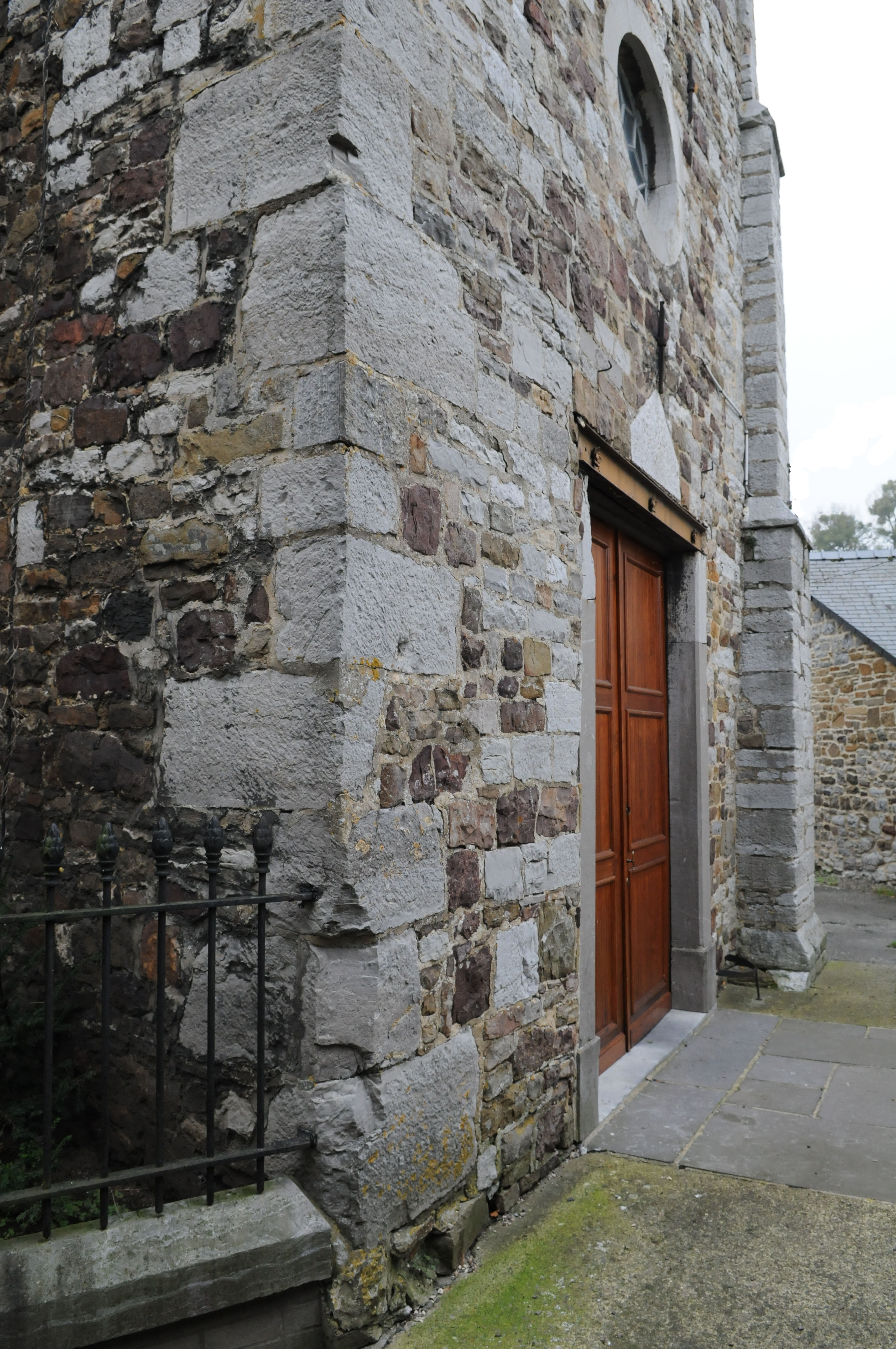
Tour, chaine d'angle et contrefort.

La tour s’élève sur trois niveaux et est surmontée d’un clocher en ardoises noires de Fumay. Elle est construite en petit appareil irrégulier et mixte de grès et de calcaire de Meuse. L’angle septentrional de la tour présente une simple chaine d’angle en calcaire de Meuse taillé, tandis que l’angle méridional est renforcé par un contrefort d’angle dans le même matériau.  Au XVIIe siècle, la tour ne présente aucune ouverture. Aujourd’hui, une porte d’entrée et un oculus sont présents sur la face occidentale.
La partie septentrionale de la façade ouest est scindée en deux à mi-hauteur par une différence de matériaux : la partie inférieure est en petit appareil mixte de grès et de calcaire et la partie supérieure en briques rouges. Au rez-de-chaussée, il y une porte condamnée et dans la partie supérieure une baie en plein cintre avec arc de décharge. Quant à la partie méridionale de la façade, elle est en appareil de moellons de calcaire de Meuse et est percée d’une petite baie en arc brisé au niveau du rez-de-chaussée. 

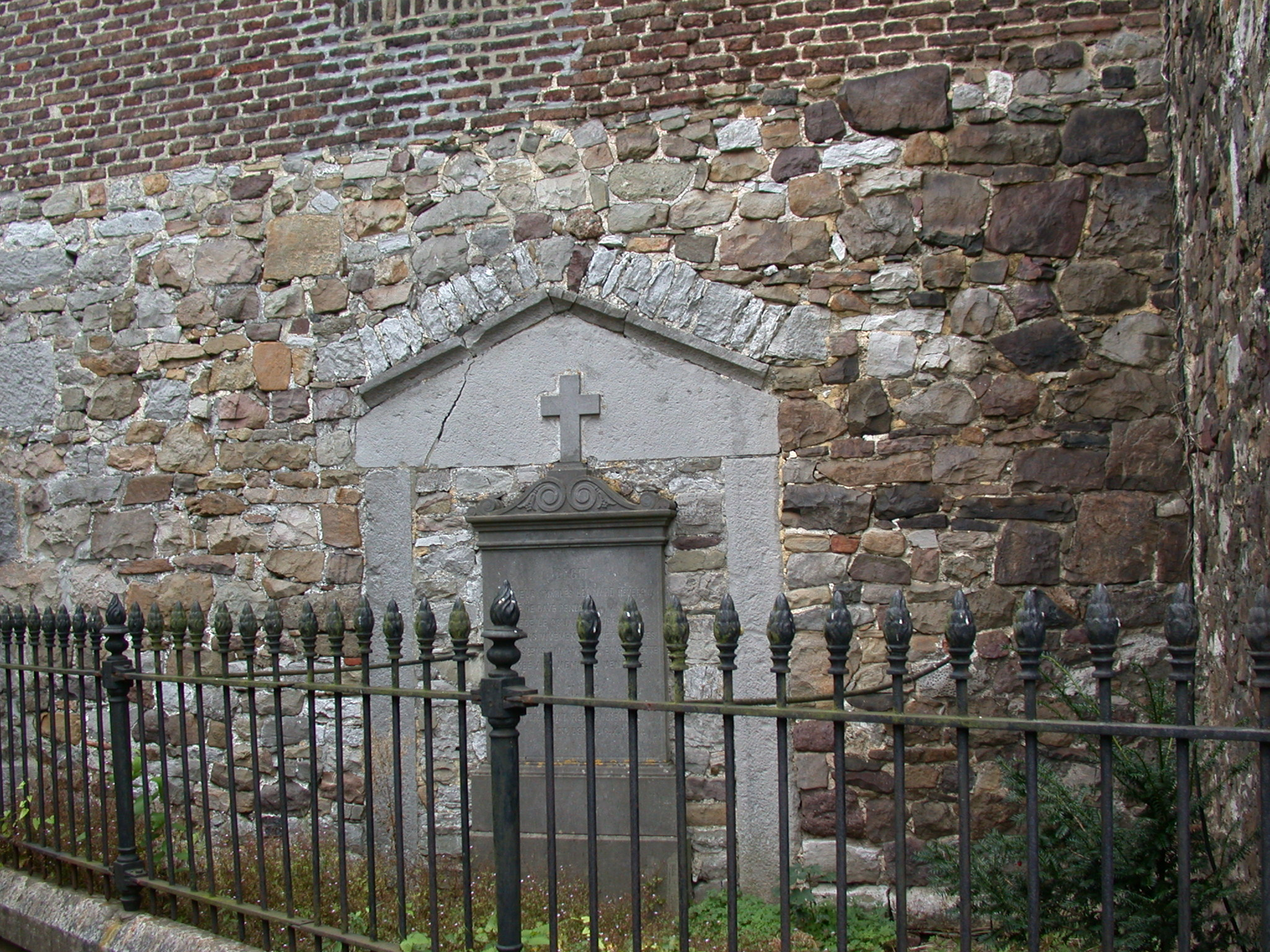
Porte condamnée de la partie septentrionale de la façade ouest.
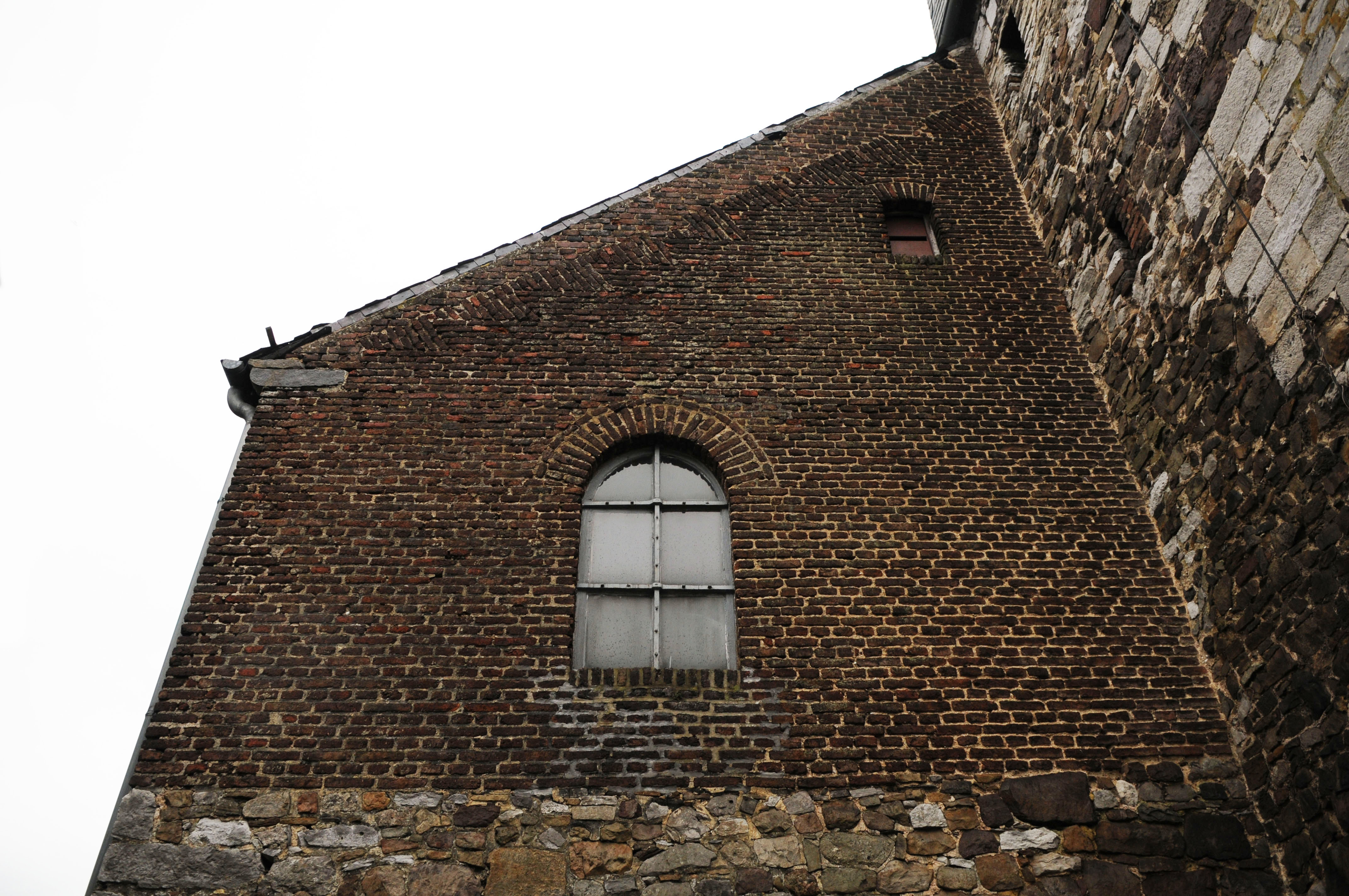
Baie de la partie septentrionale de la façade ouest.

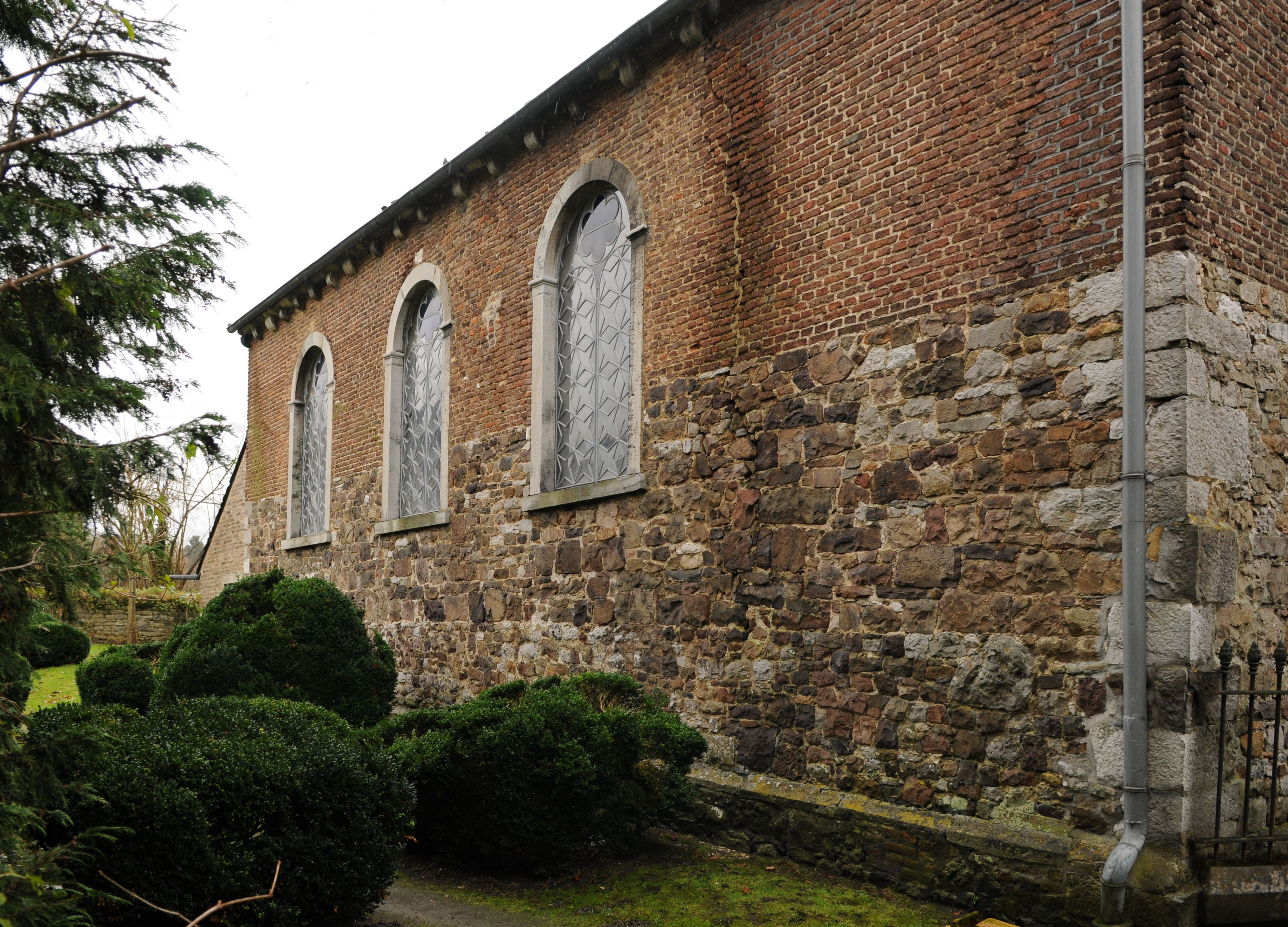
Façade nord actuelle.

Le mur de la façade nord est divisé en une partie inférieure en grès et une partie supérieure en briques et est rythmé par deux baies en arc brisé. Aujourd'hui, les deux baies en arc brisé ont été remplacées par trois baies en plein cintre.
Quant à la façade est, comme celle de l’ouest, elle est partagée en deux parties. La partie méridionale de la façade est conçue en appareil de moellons de calcaire. Tandis que la partie septentrionale est divisée en deux parties selon la différence de matériaux et est ouverte par une large porte en plein cintre et un oculus. Aujourd’hui, les deux ouvertures de la partie septentrionale sont condamnées et une annexe en briques masque la partie basse de celle-ci.
L’ensemble des quatre façades de l’église, excepté les pignons de la façade sud, est couvert d’une unique toiture en bâtière.
L’abside, qui émerge au centre de la façade est, présente un chevet à trois pans. Aujourd’hui, elle est plus grande qu’auparavant et est appareillée en moellons de calcaire.
La chapelle, située dans le prolongement du bas-côté sud, est donc associée à la partie méridionale de la façade est. Elle présente, pour unique ouverture, une petite baie en arc brisé dans la partie haute de son mur occidental.
Les matériaux utilisés pour l’élévation extérieure de l’église sont locaux. Le calcaire, qu’il soit taillé ou utilisé en moellons, provient probablement d’une des nombreuses carrières du bord de Meuse situées entre Dinant et Vinalmont et le grès, est probablement du grès houiller du Namurien, dont les gisements sont proches de Dave.

### Intérieur
Au XVIIe siècle, la tour n’a pas un rôle très important étant donné que l’entrée principale se situe dans le bas-côté sud. C’est probablement pour cela qu’on ne trouve pas d’information sur son aspect intérieur.
De chaque côté de la nef centrale, s’élève un mur à un seul registre : deux arcades en plein cintre portées par des colonnes d’ordre dorique en calcaire de Meuse ouvrent l’espace sur les bas-côtés. Le couvrement est probablement déjà constitué d’un plafond plat. Le sol est dallé de pierres bleues et les murs sont enduits d’une peinture blanche.
Les murs des bas-côtés présentent un seul registre de deux baies en arc brisé ; dans le bas-côté sud, les baies sont placées dans les pignons. Le plafond est semblable à celui du vaisseau central, mais de hauteur plus basse. Dans le dallage en pierre bleue, quelques stèles funéraires sont encastrées. Le revêtement mural est le même que dans le vaisseau central et contraste avec les vitraux colorés qui ornent les baies.
Le mur oriental du bas-côté sud s’ouvre largement sur la chapelle par un grand arc brisé. Puisqu’il s’agit du prolongement du bas-côté, on suppose que le dallage est le même que dans celui-ci. Par contre, les murs sont couverts d’une peinture rouge et le couvrement est constitué d’une charpente lambrissée, peinte en rouge et décorée de grands rinceaux d’un rouge plus clair. Aujourd’hui, le revêtement mural n’est plus celui d’origine, il est comme partout ailleurs dans l’église, et l’ancien couvrement a été caché par un plafond plat afin de le préserver.
Les informations sur le chœur sont trop rares pour pouvoir en donner l’aspect précis. Néanmoins, on peut supposer qu’il se termine par un chevet polygonal, comme c’est souvent le cas dans les églises des Temps Modernes. Le dallage, le revêtement mural, ainsi que le couvrement sont plus que probablement identiques à ceux de la nef, comme c’est le cas aujourd’hui.

## Style
Dans la plupart des documents, le style que l’on trouve cité pour l’édifice du XVIIe siècle est le gothique. Il apparait notamment dans le Patrimoine monumentale de la Belgique et dans la courte description que fait Victor TAHON dans son article sur les pierres tombales de l’église. Dans l’article d’André LANOTTE, entièrement consacré à l’église de Dave, on trouve la mention de ce style à diverses reprises : il parle par exemple d’une construction gothique ou d’arcs brisés de l’art gothique. Quant à l’aménagement intérieur, il le situe plutôt dans le style baroque.

## Patrimoine mobilier
Il y a trois autels du XVIIIe siècle :
- autel du collatéral sud (1713), dédié à Marie-Madeleine[9], avec une peinture représentant la Résurrection ;
- autel du collatéral nord (1714), avec statue polychrome d’une Vierge à l'Enfant ;
- maitre-autel dans le chœur (1761), œuvre de Denis-Georges Bayar[27], avec une peinture contemporaine de l’Assomption de la Vierge.

Parmi les quelques statues qui décorent l’église, on remarque notamment une sculpture polychrome du calvaire datant du XVIe siècle.
Dans le dallage, étaient autrefois encastrées des stèles funéraires, qui aujourd’hui sont flanquées dans les murs des bas-côtés. En voici quelques-unes : 
- gisant de Jehan de Boulant (1481) et Catherine de Fexhe (1520)
- stèle de Catherine de Boulant (1554)
- stèle de Jacques Laliarbe (1661)
- stèle Robert et Jean-Baptiste Villenfaigne (1677 et 1680)

Par ailleurs, on retrouve également des stèles plus récentes flanquées sur les mure extérieure : 
- stèle de Armand Wasseige Ministre des Travaux Public (1882)

## Galerie photos

### Extérieur

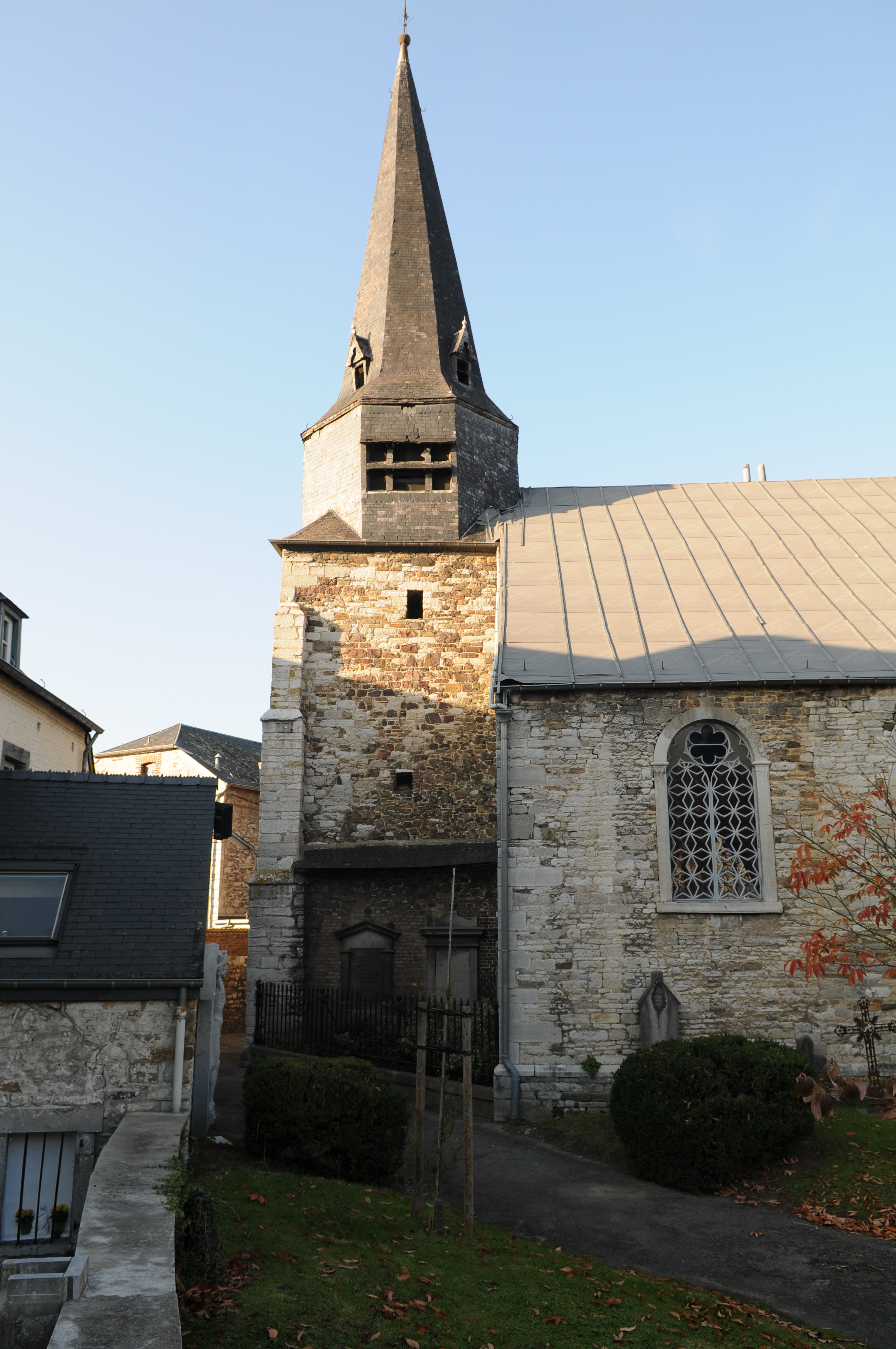
Tour vue du sud.
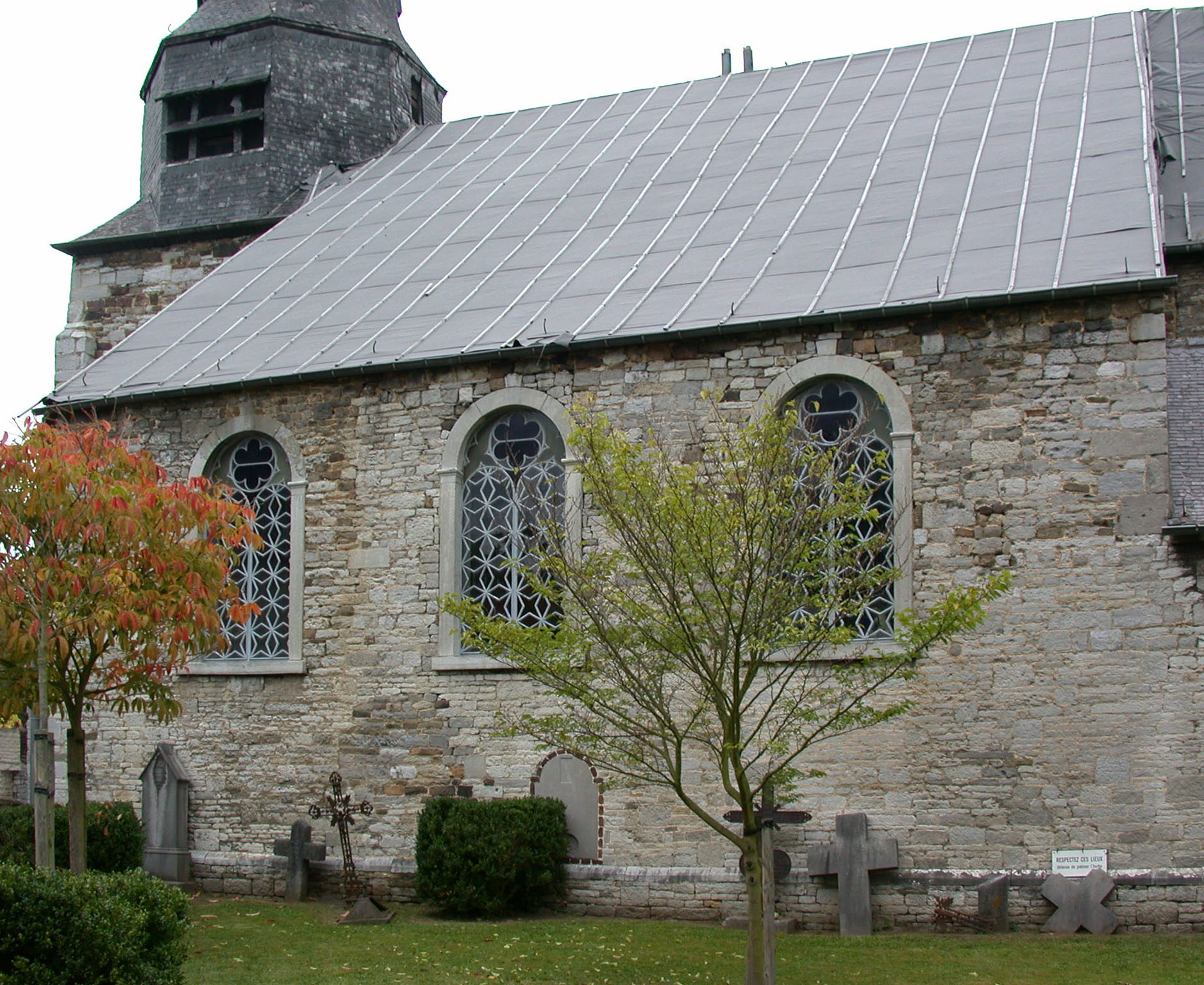
Collatéral sud.
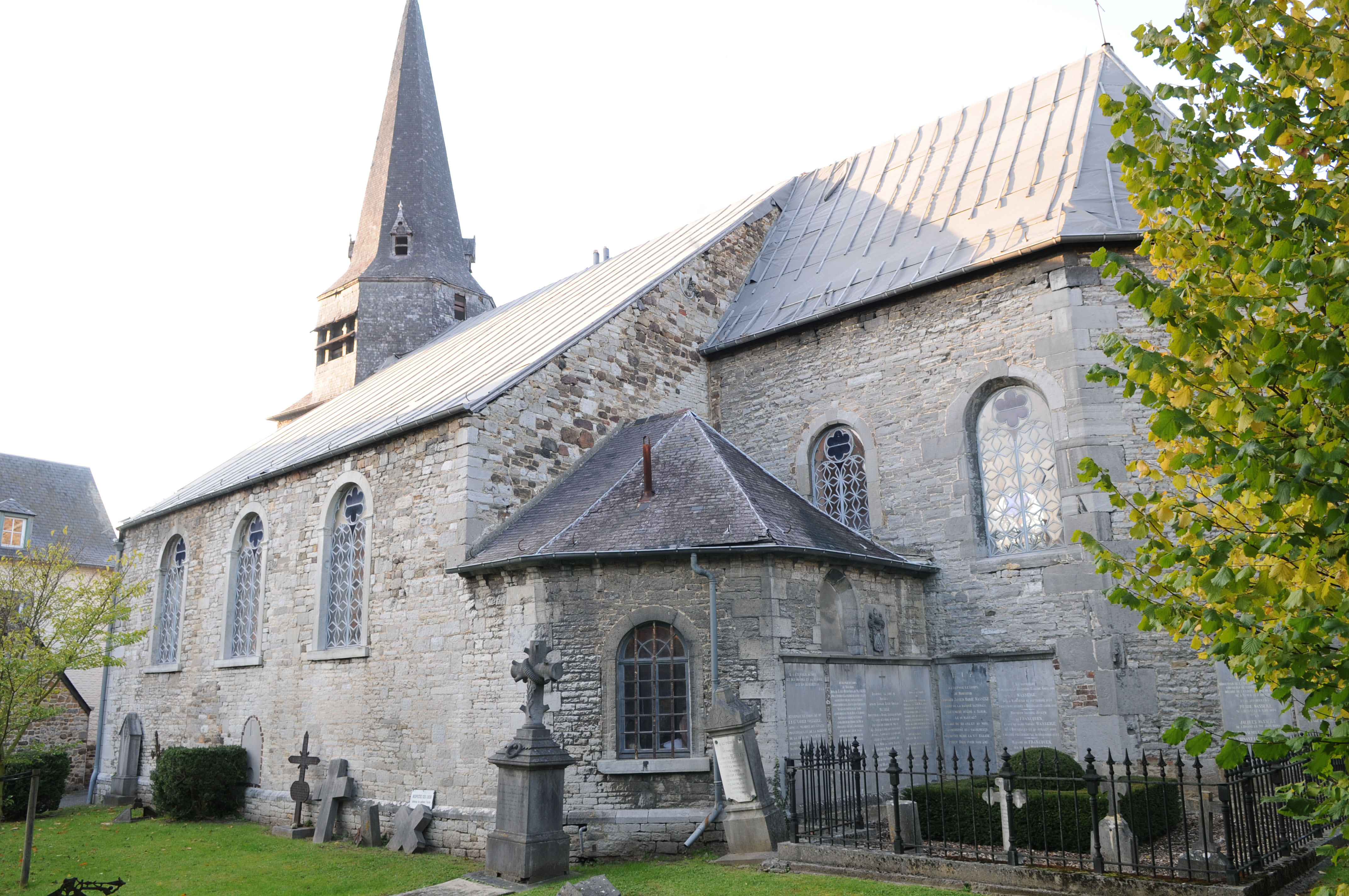
Vue sur le collatéral sud et la sacristie.
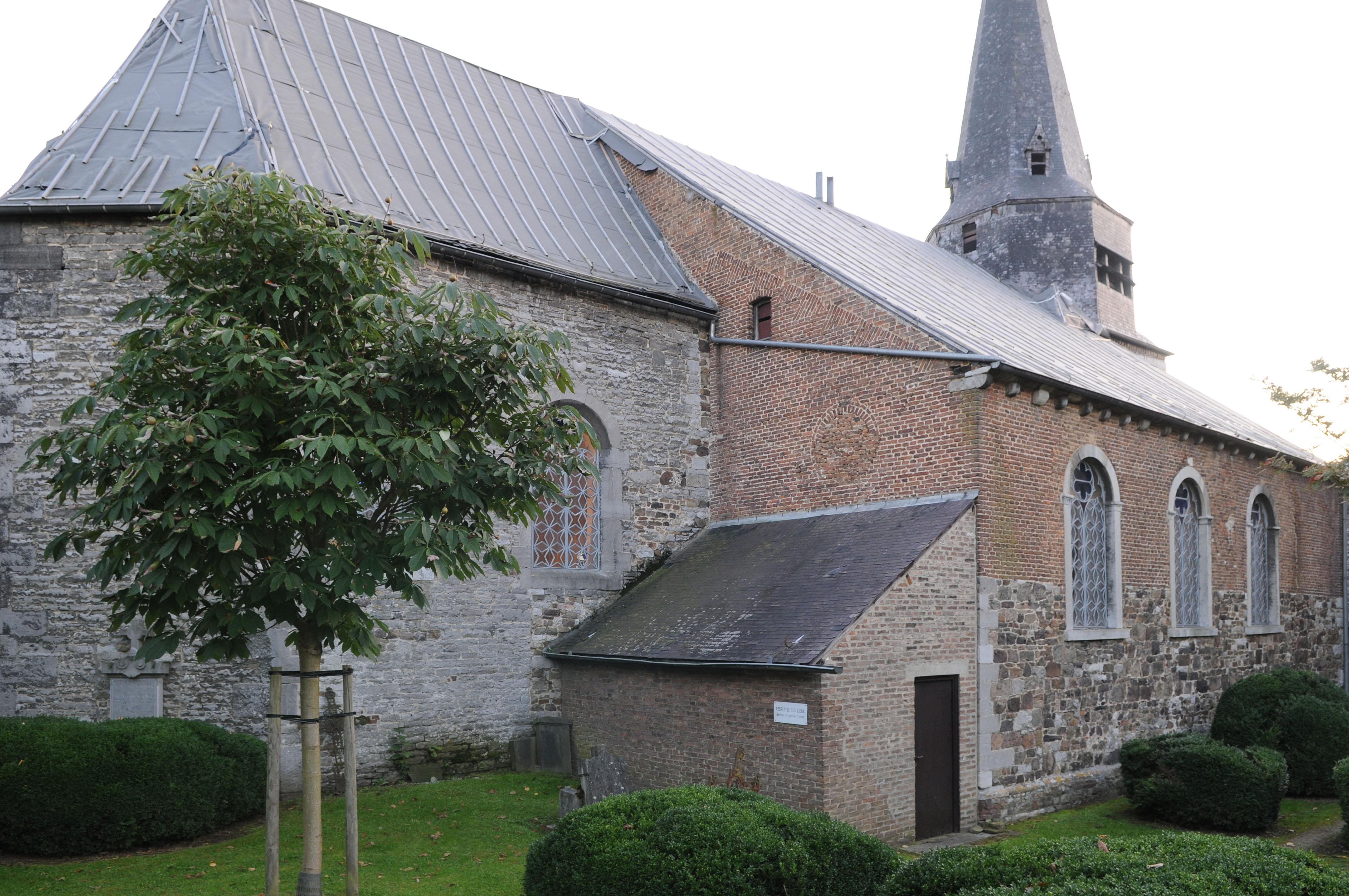
Vue sur l'abside, l'annexe et le collatéral nord.
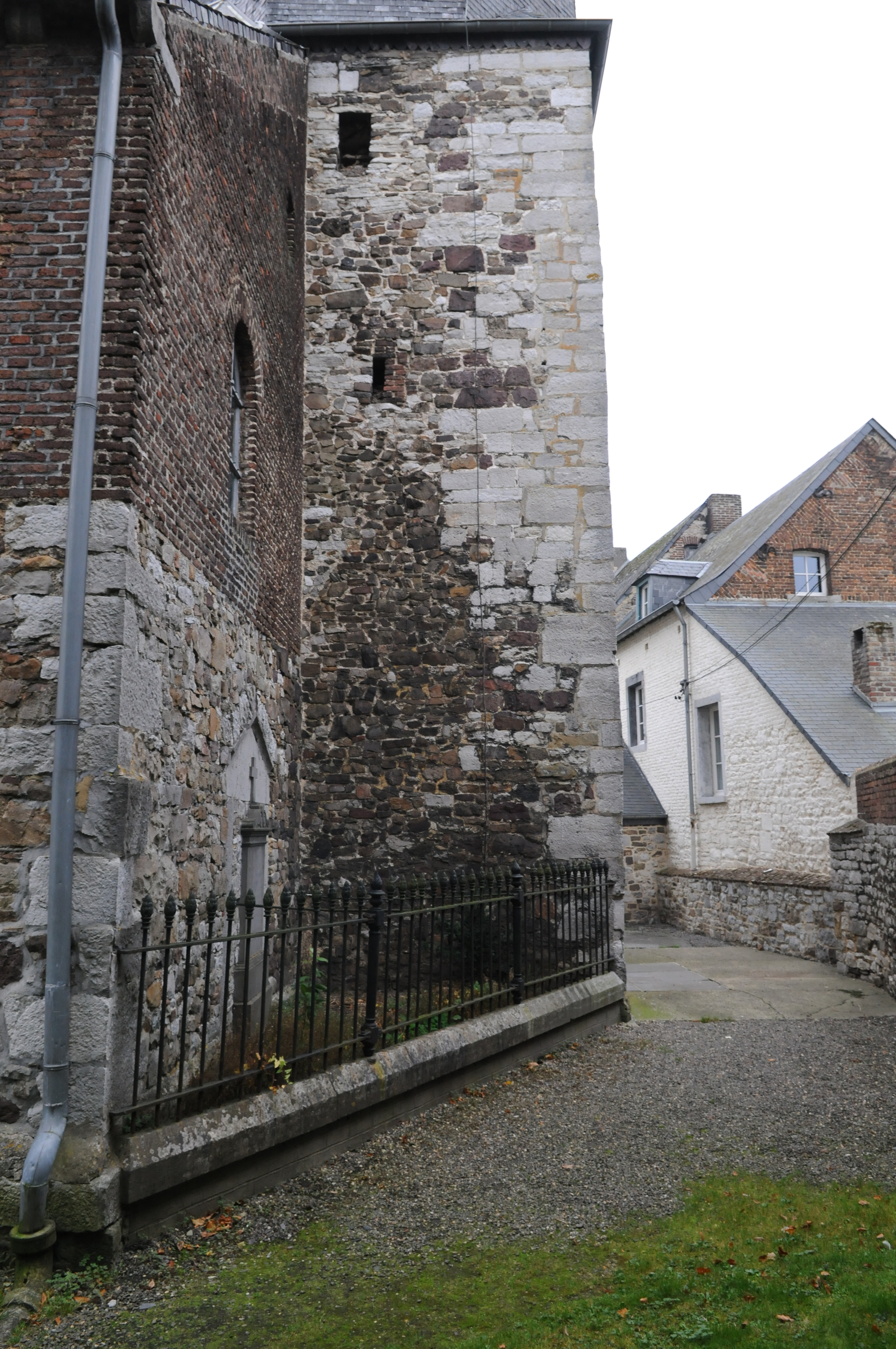
Tour vue du nord.

### Intérieur

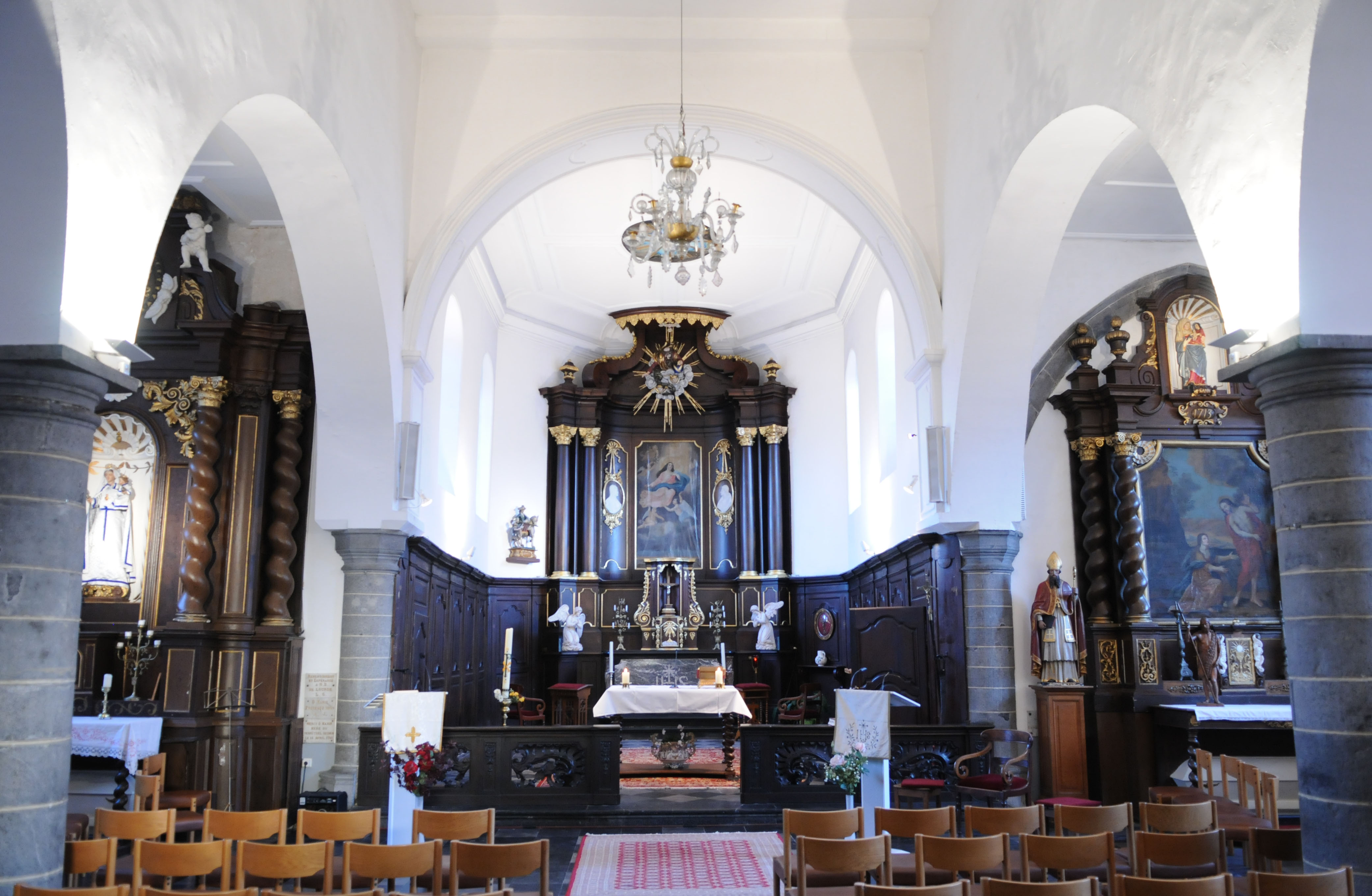
Intérieur de l'église Saint-Martin.
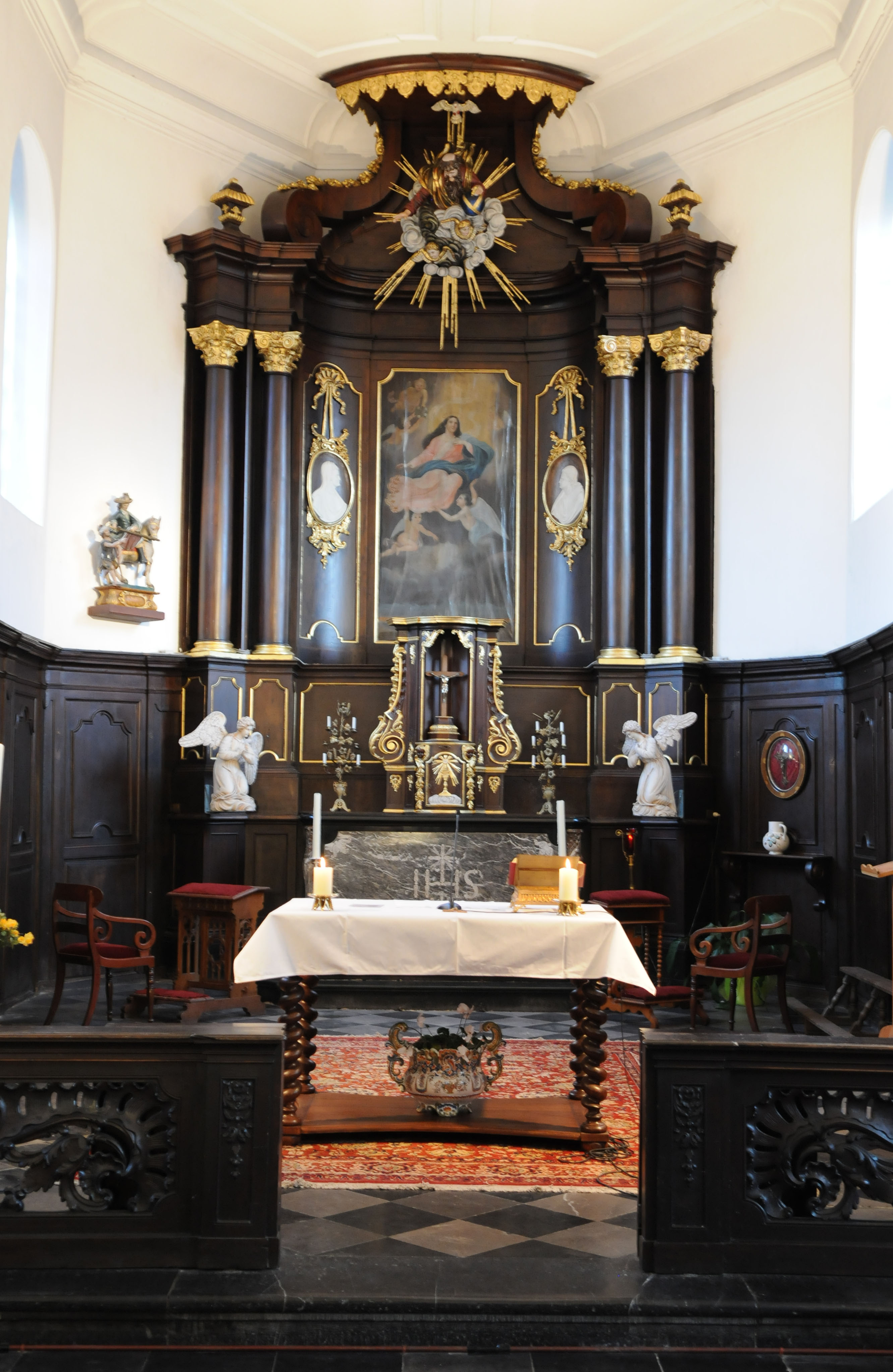
Chœur.
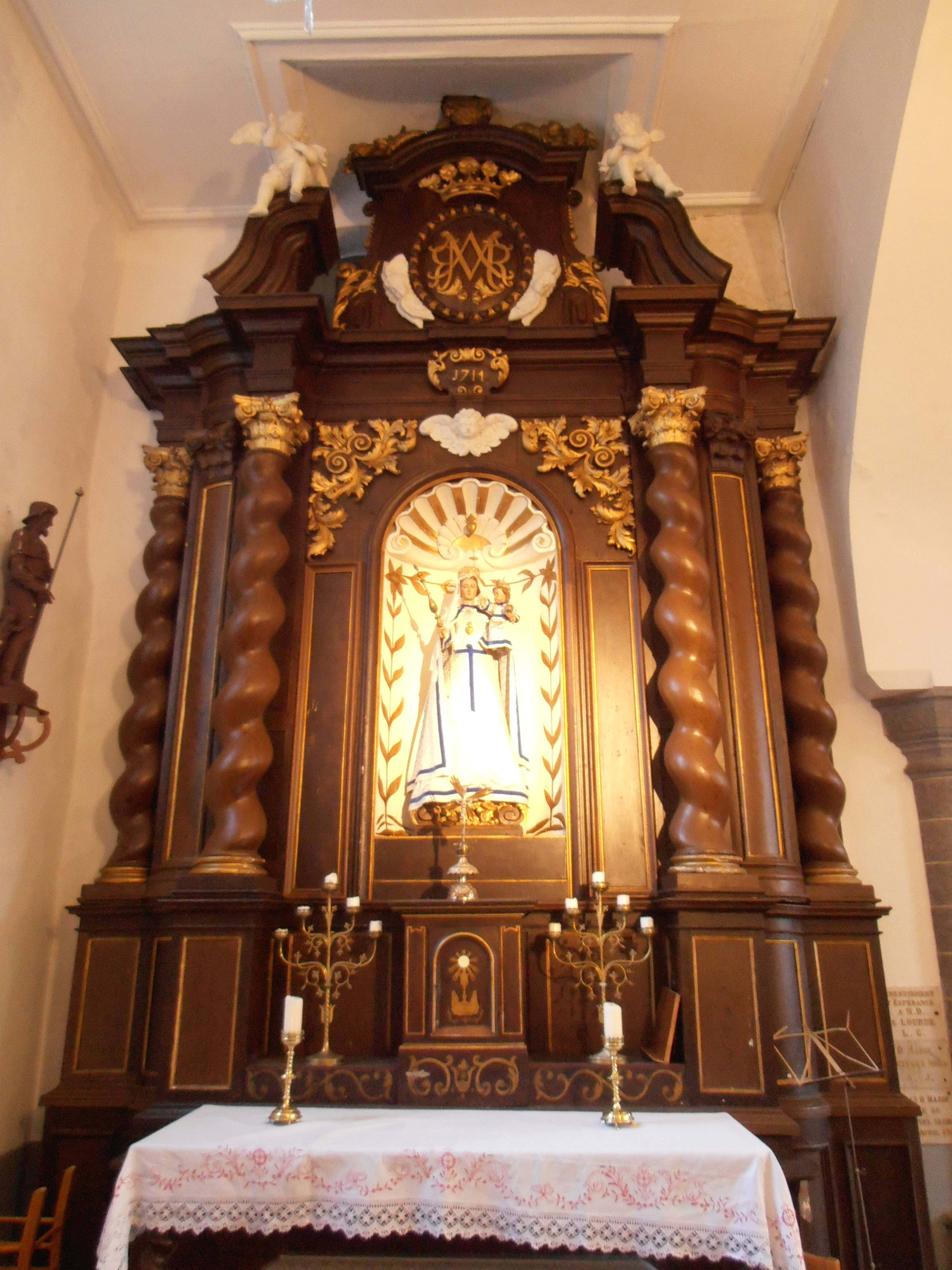
Autel (1714) du collatéral nord.
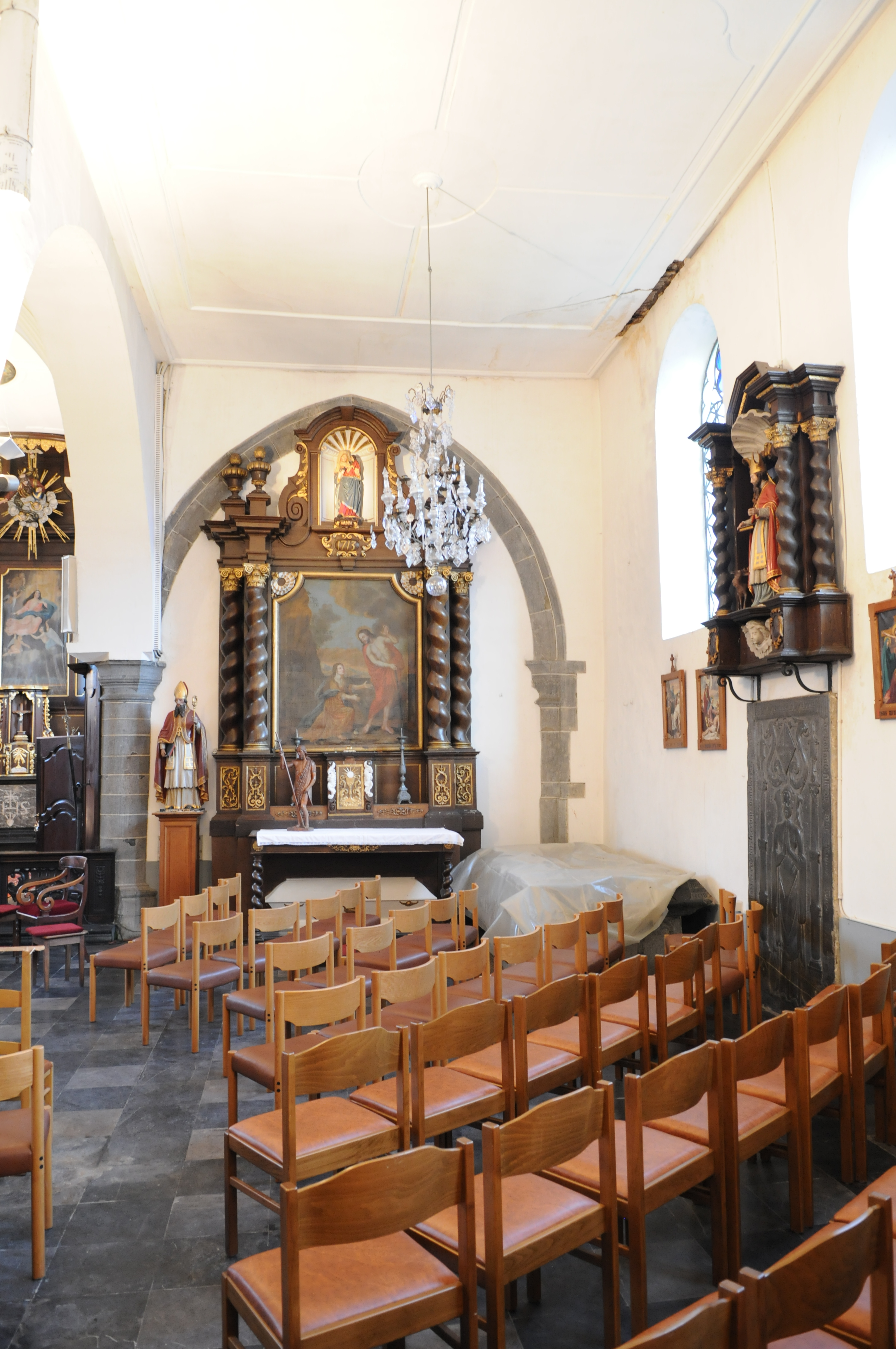
Le collatéral sud et son autel (1713).

## Iconographie ancienne

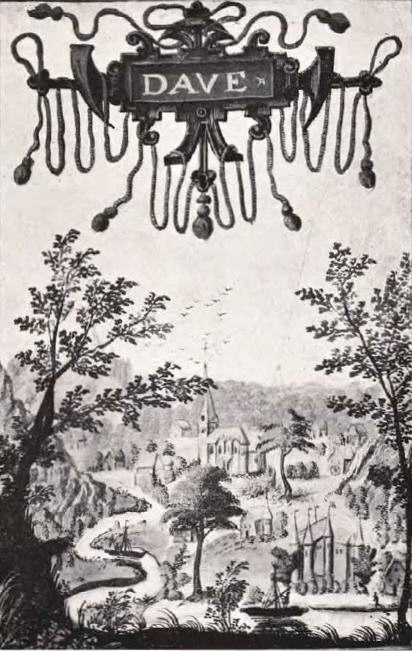
Le village de Dave, et son église, peint en 1604 par Adrien de Montigny pour l'Album du duc de Croÿ.
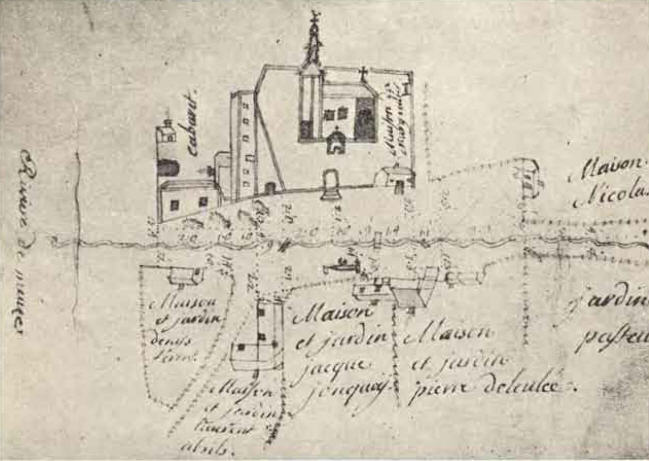
Plan de la place de Dave en 1745.

## Archives
- LIEGE, ARCHIVES DE LA COMMISSION ROYALE DES MONUMENTS, SITES ET FOUILLES, reg. 1.14 - Eglise Saint-Martin. Dave.
- NAMUR, ARCHIVES DE L’ETAT, reg. 106-112 - Fonds des Communes contemporaines. Commune de Dave.